# Colin Trevorrow
Colin Trevorrow (San Francisco, Califòrnia, 13 de setembre de 1976) és un director de cinema i guionista estatunidenc, conegut pel seu treball en la pel·lícula de 2012 Safety Not Guaranteed i en el lliurament de la franquícia Jurassic Park, Jurassic World.

## Primers anys
Trevorrow va ser criat a Oakland i es va graduar en la facultat Tisch School of the Arts de la Universitat de Nova York en 1999.

## Carrera
Va escriure i va dirigir el seu primer curtmetratge, Home Base, en 2002; que ha rebut més de 20 milions de visites online. Va continuar treballant com a guionista i va aconseguir vendre el seu primer guió, titulat Tester, a Dreamworks en 2006. En 2008, es va ajuntar amb Derek Connolly, deu anys després de conèixer-se com a alumnes de la NYU mentre treballaven com a becaris en Saturday Night Live, per escriure el guió d'una temptativa pel·lícula policíaca trucada Cocked and Loaded. Trevorrow va comentar que l'experiència va ser tan divertida que va decidir renunciar a ser guionista en solitari i va començar a treballar al costat de Connolly.
En 2012, Trevorrow va dirigir Safety Not Guaranteed, una pel·lícula inspirada per un anunci classificat que va veure en 1997 en un exemplar de la revista Backwoods Home Magazine, que deia: "Es busca persona per tornar en el temps amb mi. No és una broma. Haurà de portar les seves pròpies armes. Només he fet això una vegada. La seguretat no està garantida." El guió va ser escrit per Connolly, que va voler que Trevorrow ho dirigís. La pel·lícula va rebre diversos premis, incloent una nominació a Trevorrow per als Premis Independent Spirit a la millor primera pel·lícula.
Després de l'estrena de Safety Not Guaranteed, Trevorrow i Connolly van ser contractats per Walt Disney Company per escriure un remake de la pel·lícula de 1986 El vol del navegant; L'anunci va arribar per fer callar falsos rumors que Trevorrow havia estat triat per dirigir Star Wars: Episode VII. Trevorrow també va començar a escriure un guió al costat de Connolly titulat Intelligent Life, per ser produït per Big Beach.
El 14 de març de 2013, es va confirmar que Trevorrow dirigiria i, al costat del seu company Derek Connolly, co-escriuria Jurassic World, quart lliurament de la franquícia Jurassic Park d'Universal Pictures.

## Vida privada
Trevorrow viu al costat de la seva dona i els seus dos fills en Vermont.

## Filmografia
| Any  | Títol                   | Director | Productor | Guionista | Notes                                         |
| ---- | ----------------------- | -------- | --------- | --------- | --------------------------------------------- |
| 2002 | Home Base               | Sí       | Sí        | Sí        | Curtmetratge                                  |
| 2012 | Safety Not Guaranteed   | Sí       | Sí        |           |                                               |
| 2015 | Jurassic World          | Sí       |           | Sí        | Llargmetratge Co-escrit junt a Derek Connolly |
| 2015 | Flight of the Navigator | Sí       |           | Sí        | Pre-producció                                 |